# 포가튼 (2004년 영화)
《포가튼》(영어: The Forgotten)은 2004년 공개된 미국의 SF 심리 스릴러 영화이다.
이 영화는 레벌루션 스튜디오스에서 컬럼비아 픽처스를 위해 제작했으며 2004년 9월 24일 미국과 캐나다에서 개봉되었다. 평단의 반응은 엇갈리거나 부정적이었지만 영화는 재정적으로 성공했다.

## 줄거리
텔리 퍼레타는 14개월 전 비행기 사고로 아들 샘을 잃고 슬픔에 잠겨 있다. 그러나 남편은 텔리가 망상에 시달리고 있다고 주장하며 둘 사이엔 아들이 없다고 말한다.
충격을 받은 텔리는 샘의 존재를 증명하기 위해 증거를 찾기 시작한다. 주변 사람들에게 아들의 존재를 확인하려 하지만 아무도 텔리의 말을 믿지 않고, 오히려 텔리가 유산 후 망상에 빠졌다고 여긴다.
텔리는 같은 비행기 사고로 딸 로런을 잃은 이웃 애시를 만나고, 애시 역시 로런의 존재를 잊었다는 사실을 알게 된다. 텔리는 애시와 함께 사라진 아이들의 진실을 찾기 위해 도망치고, 정체불명의 정부 요원들에게 쫓기게 된다. 둘은 아이들의 존재를 지우려는 세력이 있다는 것을 알게 되고, 이 세력을 “그들”이라고 부른다. 텔리와 애시는 “그들”의 실험 대상이었고, “그들”은 인간의 기억을 조작하는 능력을 가지고 있다.
텔리의 심리 치료사 먼스는 정부가 “그들”의 실험을 알고 있지만 아무런 힘이 없다고 실토한다. “그들”의 요원은 텔리의 기억 속에서 샘의 존재를 지우려고 시도하지만 모자 간에 형성된 유대감이 워낙 강해 샘과 함께 한 기억이 오히려 더 강하게 되살아나고 실험은 실패로 끝난다.
텔리는 샘과, 애시는 로런과 재회한다. 아이들은 기억을 잃었지만 텔리와 애시는 아이들을 지켜보며 새로운 시작을 맞이한다. 모든 것을 기억하게 된 텔리는 “그들”의 실험에서 벗어나 이전의 일상을 되찾는다.

## 출연진
- 줄리앤 무어 - 텔리 퍼레타 역
- 도미닉 웨스트 - 애시 역
- 크리스토퍼 코벌레스키 - 샘 퍼레타 역
  - 매슈 플러저위츠 - 5살 나이의 샘 역
- 제시카 헥트 - 엘리엇 역
- 게리 시니스 - 잭 먼스 박사 역
- 앨프리 우더드 - 앤 포프 역
- 앤서니 에드워즈 - 짐 퍼레타 역
- 라이너스 로치 - 우호적인 남성 역
- 리 터거슨 - 앨 퍼탈리스 역
- 필릭스 솔리스 - 브래셔 역
- 로버트 위즈덤 - 칼 데이턴 역
- 팀 강 - 앨릭 웡 요원 역
- 수전 미스너 - 리사 프랭크 요원 역
- 앤 다우드 - 회계사 아일린 역

## 기타 제작진
- 의상: 신디 에번스